# Wire (Messe)

Logo der wire Düsseldorf

Die wire ist eine internationale Draht- und Kabel-Fachmesse in Düsseldorf und wird zusammen mit der Tube durchgeführt. Sie findet seit 1986 im Zweijahres-Rhythmus jeweils meist im April statt und gilt mit mehr als 1.100 Ausstellern aus aller Welt und über 37.000 Fachbesuchern als die größte internationale Fachmesse ihrer Art.

## Ausstellungsinhalte
Die wire präsentiert Produkte und Dienstleistungen der Draht- und Kabelindustrie, darunter u. a.: Drahtherstellung, Kabelherstellung, Herstellung von Verbindungs-/Befestigungselementen, Federherstellung, Eisen-, Stahlindustrie und NE-Metallindustrie und Fahrzeug-industrie.

## Kennzahlen der Veranstaltungen seit 2002
| Jahr | Ausstellungsfläche in m² (Netto) | Besucher | Aussteller mit eigenem Stand |
| ---- | -------------------------------- | -------- | ---------------------------- |
| 2002 | 52.166                           | 36.864   | 1.096                        |
| 2004 | 47.606                           | 35.249   | 967                          |
| 2006 | 51.559                           | 39.145   | 1.100                        |
| 2008 | 54.007                           | 42.499   | 1.130                        |
| 2010 | 52.497                           | 37.144   | 1.217                        |
| 2012 | 58.324                           | 38.547   | 1.313                        |

## Internationale Ableger
Weitere internationale Draht- und Kabel Messen sind die International Wire & Cable Trade Fair in Russia (Russland), International Wire & Cable Trade Fair for Southeast Asia (Bangkok/Thailand) und International Wire & Cable Trade Fair China (Shanghai/China).

## Einzelnachweis
1. ↑  Auma Messedatenbank